# 自然音阶
自然音阶一词最早来源于古希腊的自然音列音属（diatonic genus）。
在现代的音乐理论中，自然音阶是一种特殊的七声音阶（heptatonic scale）——它们总是包含五个全音和两个半音，且按照“全-全-半-全-全-全-半”或其它不同顺序（如“全-半-全-全-全-半-全”等）在一个八度内排列。
按照这样的规则，七个自然音级按照顺序依次进行的任何排列都属于自然音阶；它们不同主音高度上的移调虽然包含了黑键，但也都属于自然音阶。